# Michèle Jacot
Michèle Jacot (* 5. Januar 1952 in Le Pont-de-Beauvoisin) ist eine ehemalige französische Skirennläuferin.

## Biografie
Sie gewann in ihrer Laufbahn zehn Weltcuprennen, darunter eine Abfahrt, sechs Riesenslaloms und drei Slaloms. In der Saison 1969/70 gewann sie den Gesamtweltcup und den Disziplinenweltcup im Slalom. Jacot ist bis heute die einzige Französin, die Gesamtweltcupsiegerin wurde.
Ihren größten Erfolg bei Titelwettkämpfen feierte sie bei den Skiweltmeisterschaften 1970 in Gröden, als sie Weltmeisterin in der Kombination wurde. Im Slalom gewann sie darüber hinaus die Bronzemedaille hinter Ingrid Lafforgue und Barbara Ann Cochran. Diese Weltmeisterschaften zählten auch zum Weltcup, womit ihre Slalom-Bronzemedaille auch dementsprechende Weltcup-Punkte einbrachte. Allerdings gab es damals im Weltcup noch keine Kombinationswertung (diese kam erst ab 1974/75), so dass hier in den Weltcup-Wertungen ihr Name fehlt.
Nachdem sie wegen eines schweren Trainingssturzes in Breuil-Cervinia vor der Saison 1972/73 danach keine Rennen fahren konnte (ihre Laufbahn schien beendet zu sein), konnte sie ab ihrem Wiedereinstieg nicht mehr an ihre früheren Leistungen anknüpfen. Eine Ausnahme, direkt eine Überraschung, bildeten die Skiweltmeisterschaften 1974 in St. Moritz, wo sie im Slalom hinter Hanni Wenzel die Silbermedaille gewann.
Von 1970 bis 1976 wurde Jacot dreimal Französische Meisterin, zweimal in der Kombination und einmal im Slalom. Dazu wurde sie am 31. Januar 1970 Siegerin der in Garmisch-Partenkirchen ausgetragenen Kandahar-Kombination und am 9. Januar 1971 gewann sie die Kombination (den "Staufen-Pokal") bei den Weltcuprennen in Oberstaufen.

## Erfolge

### Olympische Spiele
- Innsbruck 1976: 13. Riesenslalom (zählte zugleich als WM)

### Weltmeisterschaften
- Gröden 1970: 1. Kombination, 3. Slalom, 4. Riesenslalom, 8. Abfahrt
- St. Moritz 1974: 2. Slalom, 15. Abfahrt

### Weltcupwertungen
Michèle Jacot gewann in der 1969/70 den Gesamtweltcup sowie die Disziplinenwertung im Riesenslalom.
| Saison  | Gesamt | Gesamt | Abfahrt | Abfahrt | Riesenslalom | Riesenslalom | Slalom | Slalom |
| Saison  | Platz  | Punkte | Platz   | Punkte  | Platz        | Punkte       | Platz  | Punkte |
| ------- | ------ | ------ | ------- | ------- | ------------ | ------------ | ------ | ------ |
| 1968    | 34.    | 7      | 23.     | 4       | –            | –            | 29.    | 3      |
| 1968/69 | 8.     | 92     | 8.      | 19      | 2.           | 56           | 10.    | 17     |
| 1969/70 | 1.     | 180    | 4.      | 45      | 1.           | 70           | 2.     | 65     |
| 1970/71 | 2.     | 177    | 6.      | 51      | 2.           | 70           | 5.     | 56     |
| 1971/72 | 11.    | 70     | 10.     | 12      | 9.           | 27           | 8.     | 31     |
| 1973/74 | 26.    | 7      | 20.     | 1       | 23.          | 2            | 18.    | 4      |
| 1974/75 | 20.    | 19     | 24.     | 1       | 16.          | 11           | 20.    | 7      |

### Weltcupsiege
Jacot errang insgesamt 21 Podestplätze, davon 10 Siege:
| Datum             | Ort              | Land        | Disziplin    |
| ----------------- | ---------------- | ----------- | ------------ |
| 9. Februar 1969   | Sterzing         | Italien     | Riesenslalom |
| 14. März 1969     | Mont Sainte-Anne | Kanada      | Riesenslalom |
| 12. Dezember 1969 | Val-d’Isère      | Frankreich  | Slalom       |
| 4. Januar 1970    | Oberstaufen      | Deutschland | Riesenslalom |
| 6. Januar 1970    | Grindelwald      | Schweiz     | Slalom       |
| 27. Februar 1970  | Vancouver        | Kanada      | Riesenslalom |
| 8. Januar 1971    | Oberstaufen      | Deutschland | Riesenslalom |
| 9. Januar 1971    | Oberstaufen      | Deutschland | Slalom       |
| 20. Januar 1971   | Schruns          | Österreich  | Abfahrt      |
| 20. Februar 1971  | Sugarloaf        | USA         | Riesenslalom |